# Ancylometes amazonicus
Espèce
Ancylometes amazonicus est une espèce d'araignées aranéomorphes de la famille des Ancylometidae.

## Distribution
Cette espèce se rencontre au Brésil en Amazonas, en Acre et au Mato Grosso et au Pérou dans la région de Huánuco,.

## Description
Le mâle holotype mesure 14 mm.
Le mâle décrit par Höfer et Brescovit en 2000 mesure 13,5 mm et la femelle 15,30 mm.

## Systématique et taxinomie
Cette espèce a été décrite par Simon en 1898.

## Étymologie
Son nom d'espèce lui a été donné en référence au lieu de sa découverte, l'Amazonie.

## Publication originale
- Simon, 1898 : « Descriptions d'arachnides nouveaux des familles des Agelenidae, Pisauridae, Lycosidae et Oxyopidae. » Annales de la Société entomologique de Belgique, vol. 42, p. 1-34 (texte intégral).